# Associazione Sportiva Jesi 1934-1935
Questa pagina raccoglie i dati riguardanti  l'Associazione Sportiva Jesi nelle competizioni ufficiali della stagione 1934-1935.

## Rosa
| N. |                   | Ruolo | Calciatore          |
| -- | ----------------- | ----- | ------------------- |
|    | Italia (bandiera) | C     | Ermanno Bugari      |
|    | Italia (bandiera) | D     | Gino Cardinali      |
|    | Italia (bandiera) | A     | Francesco Cosma     |
|    | Italia (bandiera) | A     | Giuseppe De Marinis |
|    | Italia (bandiera) | D     | Igino Giorgi        |
|    | Italia (bandiera) | D     | Sempronio Leoni     |
|    | Italia (bandiera) | C     | Aldo Longhi         |

| N. |                   | Ruolo | Calciatore          |
| -- | ----------------- | ----- | ------------------- |
|    | Italia (bandiera) | C     | Mario Maggi         |
|    | Italia (bandiera) | C     | Vincenzo Mancinelli |
|    | Italia (bandiera) | A     | Alberto Mantini     |
|    | Italia (bandiera) | C     | Luigi Molinari      |
|    | Italia (bandiera) | P     | Guglielmo Sgardi    |
|    | Italia (bandiera) | A     | Oreste Tosini       |